# Infanterie-Division Donau
Die Infanterie-Division Donau wurde Mitte März 1945 als sogenannte Schatten-Division aufgestellt.
Die Aufstellung erfolgte bis 23. März 1945 im Zuge der 34. Aufstellungswelle. Die Soldaten kamen aus Bayern und Österreich.
Am 12. April 1945 wurde die Infanterie-Division Donau aufgelöst und die Einheiten in die 26. Volks-Grenadier-Division als Truppenersatz eingegliedert.
Die Gliederung der sogenannten Division war:
- Grenadier-Regiment Donau 1 mit jeweils zwei Bataillonen (Wehrkreis XVII)
- Grenadier-Regiment Donau 2 mit jeweils zwei Bataillonen (Wehrkreis VII und Wehrkreis XIII)
- Artillerie-Abteilung Donau (Wehrkreis XVII)
- Pionier-Kompanie Donau (Wehrkreis XVII)